# Egain forecasting
Egain forecasting – metoda regulacji temperatury w ogrzewanych budynkach, polegająca na wyliczaniu zapotrzebowania na energię cieplną, która powinna być dostarczona do budynku w jednostce czasu. Dzięki wykorzystaniu danych o strukturze fizycznej budynku oraz danych meteorologicznych pochodzących z lokalnej prognozy pogody (temperatura zewnętrzna, siła i kierunek wiatru, a także nasłonecznienie), następuje wyliczenie zapotrzebowania na energię cieplną. W przypadku tradycyjnej regulacji temperatury w budynkach, pod uwagę brana jest jedynie aktualna temperatura zewnętrzna.
Podstawą opracowania metody Egain forecasting stał się w matematyczny model bilansu energetycznego (ENLOSS) opracowany przez profesora Rogera Taeslera ze Szwedzkiego Instytutu Meteorologiczno-Hydrologicznego we współpracy z Thorbjörnem Geiserem i Stefanem Berglundem. Dwaj ostatni pracują w firmie eGain Sweden AB. Metodę regulacji temperatury bazującą na prognozie pogody zaczęto stosować pod koniec lat 80. XX wieku.
Do roku 2010 włącznie, metoda przewidywania zapotrzebowania na energię cieplną została wdrożona w budynkach mieszkalnych oraz lokalach użytkowych o łącznej powierzchni około siedmiu milionów metrów kwadratowych. Dane szacunkowe wskazują, że redukcja przeciętnego rocznego zużycia energii cieplnej wynosi 10 – 15 kWh/m². Ponieważ metoda regulacji temperatury w oparciu o prognozę pogody zawiera informacje na temat przyszłego zapotrzebowania na ciepło, nie wyklucza stosowania innych metod podnoszących efektywność energetyczną i zawsze może stanowić rozwiązanie podstawowe.

## eGain Forecasting w praktyce
Praktyczne zastosowanie metody regulacji pogodowej polega na wykorzystaniu odbiornika prognozy pogody, który wysyła i odbiera dane pogodowe przy pomocy sieci GPRS lub GSM. Odbiornik prognozy pogody wpływa na pracę regulatora węzła cieplnego, który z kolei reguluje temperaturę w instalacji grzewczej w danym budynku.
Ostatnio wraz z odbiornikami prognozy pogody zaczęto stosować zdalne rejestratory klimatyczne. Rejestratory klimatyczne mierzą z dużą dokładnością temperaturę oraz wilgotność powietrza w pomieszczeniu, a zmierzone wartości przesyłają w czasie rzeczywistym do odbiorników prognozy pogody, z którymi są sprzężone. To przełomowe rozwiązanie techniczne oznacza dla użytkowników metody regulacji pogodowej jeszcze bardziej dokładny przegląd sytuacji oraz lepsze możliwości zarządzania energią.